# Linh Bích
Linh Bích (chữ Hán giản thể: 灵璧县, âm Hán Việt: Linh Bích huyện) là một huyện tại đông Bắc An Huy, thuộc địa cấp thị Tú Châu Cộng hòa Nhân dân Trung Hoa. Huyện Linh Bích có mã số bưu chính 234200. Về mặt hành chính, huyện Linh Bích được chia ra thành 13 trấn, 6 hương. 
- Trấn: Linh Thành, Vi Tập, Hướng Dương, Hoàng Loan, Loạ Trang, Dương Thoản, Duẩn Tập, Chu Tập, Vưu Tập, Hạ Lâu, Triều Dương, Ngư Câu, Đại Lộ, Cao Lâu, Đại Miếu, Phùng Miếu, Quái Câu, Thiền Đường, Ngu Cơ.